# Acanthomenexenus exiguus
Acanthomenexenus exiguus är en insektsart som först beskrevs av Günther 1938.  Acanthomenexenus exiguus ingår i släktet Acanthomenexenus och familjen Phasmatidae.

## Underarter
Arten delas in i följande underarter:
- A. e. alienigena
- A. e. exiguus